# Ashbyia lovensis
Eptianuro-de-ashby ou pica-mel-do-deserto (Ashbyia lovensis) é uma espécie de ave da família Meliphagidae. É a única espécie do género Ashbyia.
É endémica da Austrália.